# Gil azorski
Gil azorski (Pyrrhula murina) – narażony na wyginięcie gatunek ptaka z rodziny łuszczakowatych (Fringillidae), zwany także gilem z São Miguel. Gatunek wyodrębniony niedawno na podstawie różnic morfologicznych oraz analizy filogenetycznej z P. pyrrhula, z którym stanowi takson siostrzany.
Endemiczny dla wyspy São Miguel w archipelagu Azorów. Zamieszkuje lasy laurowe. Obecne występowanie jest ograniczone do bardzo niewielkiego terenu ok. 580 ha w okolicy Pico da Vara we wschodniej części São Miguel. Populacja szacowana jest obecnie na około 627–1996 dorosłych osobników, mimo że w latach 70. XX wieku było zaledwie ok. 40 par . Jeden z najbardziej zagrożonych gatunków ptaków w Europie. Cały obszar występowania jest chroniony jako obszar specjalnej ochrony ptaków Natura 2000. Podejmowane są działania ochronne, polegające przede wszystkim na chronieniu i odtwarzaniu siedliska – lasów laurowych. Dla ochrony gatunku realizowany był projekt finansowany przez unijny Instrument Finansowy LIFE.
Długość ciała 16–17 cm; masa ciała około 30 g.